# Trois de la Canebière
Pour plus de détails, voir Fiche technique et Distribution.
Trois de la Canebière est un film français de Maurice de Canonge sorti en 1955.

## Synopsis
Toinet Mattéï, Girelle Amourdedieu et Pénible pêchent la sardine à Marseille. Pour éblouir leurs conquêtes, ils se présentent comme de riches fabricants de boîtes de conserves, tandis que les petites fleuristes jouent les stars de cinéma. Un soupirant ridicule veut traiter une affaire, un commanditaire éventuel apparaît et tout ce tohu-bohu se terminera par des chansons de Vincent Scotto.

## Fiche technique
- Réalisation : Maurice de Canonge
- D'après la célèbre Opérette de Henri Alibert et René Sarvil
- Adaptation cinématographique d'A. Cerf - M. de Canonge et J. St Giniez
- Dialogue de Juliette Saint Giniez
- Dialogues additionnels d'André Tabet

- Musique de Vincent Scotto
- Adaptation musicale de Paulette Zévaco
- Orchestre sous la direction de Jacques Metehen
- Éditions Salabert
- Décors : Claude Bouxin Architecte-Décorateur
Assisté de Marcel Bianchini, Dominique Padovani (ensemblier)
- Les maillots de bains sont des créations: Kestos-Vahine
- Photographie : Marc Fossard
- Cameraman : Paul Rodier
- 1er Assistant Opérateur : René Schneider
- 2e Assistant Opérateur : Clovis Terry
- Caméra-Location-Chevereau
- Son : Marcel Royne
- Recorder : Paul Durand
- Perchman : Paul Zaccaro
- S.P.S. Enregistré par Omninum-Sonore
Procédé : Euphonic
- Administrateur de la Production : Jules Desormont
- 1er Assistant metteur en scène : Max Pecas
- Montage : Victor Grizelin
- Assisté de : Jeanne-Marie Favier
- Présente : Cocinor
- Production : Tellus-Films, Cocinex, Noël Films
- Tournage du 2 août au 10 septembre 1955
- Pays de production :  France
- Tourné en couleur (Eastmancolor), pellicule 35 mm
- Durée : 102 min
- Genre : Comédie musicale
- Date de sortie :
  - France -21 décembre 1955
- Visa d'exploitation : 17090

## Distribution
- Marcel Merkes : Toinet
- Colette Dereal : Francine
- Jeannette Batti : Margot
- Colette Ripert : Malou
- Henri Genes : Girelle
- Mischa Auer : Garopoulos
- Robert Vattier : Bienaimé
- René Sarvil : Charlot
- Rachel Devirys : Me Olivier
- Anne Marie Peisson : la blanchisseuse
- Elyet Helies : la secrétaire
- Gérard Boireau : le client
- Penel : ami de Banaste
- Francined : un machiniste
- Michel Galabru : Pénible

Non crédités
- Janine Rosselli : la tante Clarisse
- Panisse : Banaste
- Vittoria Marino
- Léo Piette
- Henri Valrude
- Jean Magalon
- Philippe Janvier